# Кубок мира по лыжным гонкам 2008/2009
Кубок мира по лыжным гонкам 2008—2009 года (англ. 2008–09 FIS Cross-Country World Cup). Сезон начался 22 ноября 2008 года, а завершится 22 марта 2009 года.

## Мужчины

### Гонки
| Дата                                                                    | Место проведения                                                 | Дисциплина                                                       | Победитель                                                                              | Второе место                                                                       | Третье место                                                                 |
| ----------------------------------------------------------------------- | ---------------------------------------------------------------- | ---------------------------------------------------------------- | --------------------------------------------------------------------------------------- | ---------------------------------------------------------------------------------- | ---------------------------------------------------------------------------- |
| 22.11.2008                                                              | Елливаре                                                         | 15 км свободным стилем                                           | Маркус Хельнер                                                                          | Пьетро Пиллер Коттрер                                                              | Петтер Нортуг                                                                |
| 23.11.2008                                                              | Елливаре                                                         | 4×10 км эстафета                                                 | Норвегия I · Мартин Йонсруд Сундбю · Эльдар Рённинг · Туре Рууд Хуфстад · Петтер Нортуг | Швеция I · Даниель Риккардссон · Юхан Ульссон · Рикард Андреассон · Маркус Хельнер | Германия · Йенс Филбрих · Тобиас Ангерер · Том Райхельт · Аксель Тайхман     |
| 29.11.2008                                                              | Куусамо                                                          | Спринт классикой                                                 | Ола Виген Хаттестад                                                                     | Тор Арне Хетланд                                                                   | Йон Кристиан Даль                                                            |
| 30.11.2008                                                              | Куусамо                                                          | 15 км классикой                                                  | Мартин Йонсруд Сундбю                                                                   | Лукаш Бауэр                                                                        | Сами Яухоярви                                                                |
| 6.12.2008                                                               | Ля Клюза                                                         | 30 км свободным стилем масс-старт                                | Петтер Нортуг                                                                           | Дарио Колонья                                                                      | Александр Легков                                                             |
| 07.12.2008                                                              | Ля Клюза                                                         | 4×10 км эстафета                                                 | Норвегия I · Тор Арне Хетланд · Эльдар Рённинг · Торд Асле Йердален · Петтер Нортуг     | Швеция · Даниель Риккардссон · Юхан Ульссон · Андерс Содергрен · Маркус Хельнер    | Франция · Жан-Марк Гайяр · Венсан Виттоз · Морис Манифика · Эммануэль Жоннье |
| 13.12.2008                                                              | Давос                                                            | 15 км классическим стилем                                        | Юхан Ульссон                                                                            | Аксель Тайхман                                                                     | Сами Яухоярви                                                                |
| 14.12.2008                                                              | Давос                                                            | Спринт свободным стилем                                          | Ола Виген Хаттестад                                                                     | Юхан Хьёльстад                                                                     | Ренато Пазини                                                                |
| 20.12.2008                                                              | Дюссельдорф                                                      | Спринт свободным стилем                                          | Ола Виген Хаттестад                                                                     | Тор Арне Хетланд                                                                   | Фабио Пазини                                                                 |
| 21.12.2008                                                              | Дюссельдорф                                                      | Командный спринт свободным стилем                                | Тор Арне Хетланд Ола Виген Хаттестад                                                    | Бьёрн Линд Тобиас Фредрикссон                                                      | Алексей Петухов Николай Морилов                                              |
| Тур де Ски                                                              |                                                                  |                                                                  |                                                                                         |                                                                                    |                                                                              |
| 27.12.2008                                                              | Оберхоф                                                          | 3,75 км свободным стилем пролог                                  | Аксель Тайхман                                                                          | Дарио Колонья                                                                      | Петтер Нортуг                                                                |
| 28.12.2008                                                              | Оберхоф                                                          | 15 км классикой преследование                                    | Дарио Колонья                                                                           | Аксель Тайхман                                                                     | Девон Кершоу                                                                 |
| 29.12.2008                                                              | Прага                                                            | Спринт свободным стилем                                          | Тор Арне Хетланд                                                                        | Василий Рочев                                                                      | Жан-Марк Гайяр                                                               |
| 31.12.2008                                                              | Нове Место                                                       | 15 км классическим стилем                                        | Аксель Тайхман                                                                          | Мартин Йонсруд Сундбю                                                              | Николай Чеботко                                                              |
| 1.1.2009                                                                | Нове Место                                                       | Спринт свободным стилем                                          | Петтер Нортуг                                                                           | Тор Арне Хетланд                                                                   | Кристиан Дзордзи                                                             |
| 3.1.2009                                                                | Валь-ди-Фьемме                                                   | 20 км классикой масс-старт                                       | Аксель Тайхман                                                                          | Сами Яухоярви                                                                      | Николай Чеботко                                                              |
| 4.1.2009                                                                | Валь-ди-Фьемме                                                   | 11 км свободным стилем Финальная гора                            | Иван Бабиков                                                                            | Том Райхельт                                                                       | Джорджо Ди Чента                                                             |
| Итоговое положение Тур де Ски (Очки Кубка мира х 4)                     | Итоговое положение Тур де Ски (Очки Кубка мира х 4)              | Итоговое положение Тур де Ски (Очки Кубка мира х 4)              | Дарио Колонья                                                                           | Петтер Нортуг                                                                      | Аксель Тайхман                                                               |
| 16.1.2009                                                               | Ванкувер                                                         | Спринт классическим стилем                                       | Эмиль Йёнссон                                                                           | Ола Виген Хаттестад                                                                | Йозеф Венцль                                                                 |
| 17.1.2009                                                               | Ванкувер                                                         | Дуатлон                                                          | Пьетро Пиллер Коттрер                                                                   | Жан-Марк Гайяр                                                                     | Валерио Кекки                                                                |
| 18.1.2009                                                               | Ванкувер                                                         | Командный спринт свободным стилем                                | Робин Брюнтессон Эмиль Йёнссон                                                          | Фабио Пазини Ренато Пазини                                                         | Джордж Грей Алекс Харвей                                                     |
| 24.1.2009                                                               | Отепя                                                            | 15 км классикой                                                  | Лукаш Бауэр                                                                             | Юхан Ульссон                                                                       | Венсан Виттоз                                                                |
| 25.1.2009                                                               | Отепя                                                            | Спринт классикой                                                 | Ола Виген Хаттестад                                                                     | Эйстейн Петтерсен                                                                  | Бёрре Несс                                                                   |
| 30.1.2009                                                               | Рыбинск                                                          | 15 км масс-старт свободным стилем                                | Тобиас Ангерер                                                                          | Жан-Марк Гайяр                                                                     | Сергей Долидович                                                             |
| 31.1.2009                                                               | Рыбинск                                                          | Спринт свободным стилем                                          | Ренато Пазини                                                                           | Алексей Петухов                                                                    | Антон Гафаров                                                                |
| 1.2.2009                                                                | Рыбинск                                                          | Дуатлон                                                          | Старт отменён                                                                           | Старт отменён                                                                      | Старт отменён                                                                |
| 13.2.2009                                                               | Валь ди Дентро                                                   | Спринт свободным стилем                                          | Ола Виген Хаттестад                                                                     | Алексей Петухов                                                                    | Эмиль Йёнссон                                                                |
| 14.2.2009                                                               | Валь ди Дентро                                                   | 15 км классикой                                                  | Андерс Содергрен                                                                        | Йенс Арне Свартедаль                                                               | Юхан Ульссон                                                                 |
| С 19.2 по 1.3 2009 Чемпионат мира по лыжным видам спорта 2009 в Либерец |                                                                  |                                                                  |                                                                                         |                                                                                    |                                                                              |
| 7.3.2009                                                                | Лахти                                                            | Спринт свободным стилем                                          | Петтер Нортуг                                                                           | Ола Виген Хаттестад                                                                | Николай Морилов                                                              |
| 8.3.2009                                                                | Лахти                                                            | 15 км свободным стилем                                           | Александр Легков                                                                        | Пьетро Пиллер Коттрер                                                              | Кристиан Хоффман                                                             |
| 12.3.2009                                                               | Тронхейм                                                         | Спринт классикой                                                 | Ола Виген Хаттестад                                                                     | Петтер Нортуг                                                                      | Йон Кристиан Даль                                                            |
| 14.3.2009                                                               | Тронхейм                                                         | 50 км классикой масс-старт                                       | Сами Яухоярви                                                                           | Тобиас Ангерер                                                                     | Алекс Харвей                                                                 |
| Финал Кубка мира                                                        |                                                                  |                                                                  |                                                                                         |                                                                                    |                                                                              |
| 18.3.2009                                                               | Стокгольм                                                        | 1,1 км спринт классикой                                          | Юхан Хьёльстад                                                                          | Йон Кристиан Даль                                                                  | Эльдар Рённинг                                                               |
| 20.3.2009                                                               | Фалун                                                            | 3,3 км пролог свободным стилем                                   | Аксель Тайхман                                                                          | Дарио Колонья                                                                      | Мартин Коукал                                                                |
| 21.3.2009                                                               | Фалун                                                            | 20 км дуатлон                                                    | Дарио Колонья                                                                           | Маркус Хельнер                                                                     | Тобиас Ангерер                                                               |
| 22.3.2009                                                               | Фалун                                                            | 15 км свободным стилем преследование                             | Сергей Ширяев                                                                           | Венсан Виттоз                                                                      | Юха Лаллукка                                                                 |
| Итоговое положение Финала Кубка мира (Удвоенные очки Кубка мира)        | Итоговое положение Финала Кубка мира (Удвоенные очки Кубка мира) | Итоговое положение Финала Кубка мира (Удвоенные очки Кубка мира) | Дарио Колонья                                                                           | Венсан Виттоз                                                                      | Александр Легков                                                             |

### Итоговое положение
Показана первая десятка
| 1.  | Дарио Колонья         | 1344 |
| 2.  | Петтер Нортуг         | 1207 |
| 3.  | Ола Виген Хаттестад   | 792  |
| 4.  | Сами Яухоярви         | 789  |
| 5.  | Пьетро Пиллер Коттрер | 774  |
| 6.  | Аксель Тайхман        | 724  |
| 7.  | Джорджо Ди Чента      | 660  |
| 8.  | Жан-Марк Гайяр        | 627  |
| 9.  | Лукаш Бауэр           | 612  |
| 10. | Венсан Виттоз         | 583  |

| 1.  | Пьетро Пиллер Коттрер | 559 |
| 2.  | Дарио Колонья         | 539 |
| 3.  | Петтер Нортуг         | 489 |
| 4.  | Сами Яухоярви         | 466 |
| 5.  | Лукаш Бауэр           | 460 |
| 6.  | Аксель Тайхман        | 445 |
| 7.  | Юхан Ульссон          | 432 |
| 8.  | Александр Легков      | 407 |
| 9.  | Тобиас Ангерер        | 377 |
| 10. | Жан-Марк Гайяр        | 374 |

| 1.  | Ола Виген Хаттестад | 792 |
| 2.  | Ренато Пазини       | 359 |
| 3.  | Тор Арне Хетланд    | 335 |
| 4.  | Йон Кристиан Даль   | 326 |
| 5.  | Петтер Нортуг       | 308 |
| 6.  | Алексей Петухов     | 278 |
| 7.  | Эмиль Йёнссон       | 272 |
| 8.  | Николай Морилов     | 260 |
| 9.  | Дарио Колонья       | 205 |
| 10. | Никита Крюков       | 203 |

## Женщины

### Гонки
| Дата                                                                    | Место проведения                                                 | Дисциплина                                                       | Победитель                                                                             | Второе место                                                                           | Третье место                                                                                     |
| ----------------------------------------------------------------------- | ---------------------------------------------------------------- | ---------------------------------------------------------------- | -------------------------------------------------------------------------------------- | -------------------------------------------------------------------------------------- | ------------------------------------------------------------------------------------------------ |
| 22.11.2008                                                              | Елливаре                                                         | 10 км свободным стилем                                           | Шарлотт Калла                                                                          | Марит Бьерген                                                                          | Айно-Кайса Сааринен                                                                              |
| 23.11.2008                                                              | Елливаре                                                         | 4×5 км эстафета                                                  | Норвегия I · Марит Бьерген · Терезе Йохёуг · Кристин Штейра · Марта Кристофферсен      | Финляндия · Пирьё Муранен · Вирпи Куйтунен · Айно-Кайса Сааринен · Рийта-Лийса Ропонен | Швеция I · Енни Ханссон · Бритта Норгрен · Анна Хааг · Шарлотт Калла                             |
| 29.11.2008                                                              | Куусамо                                                          | Спринт классикой                                                 | Петра Майдич                                                                           | Лина Андерссон                                                                         | Юстина Ковальчик                                                                                 |
| 30.11.2008                                                              | Куусамо                                                          | 10 км классикой                                                  | Айно-Кайса Сааринен                                                                    | Вирпи Куйтунен                                                                         | Марит Бьерген                                                                                    |
| 6.12.2008                                                               | Ля Клюза                                                         | 15 км свободным стилем масс-старт                                | Кристин Штейра                                                                         | Айно-Кайса Сааринен                                                                    | Терезе Йохёуг                                                                                    |
| 07.12.2008                                                              | Ля Клюза                                                         | 4×5 км эстафета                                                  | Финляндия · Пирьё Муранен · Вирпи Куйтунен · Рийта-Лийса Ропонен · Айно-Кайса Сааринен | Швеция · Лина Андерссон · Сара Линдборг · Анна Хааг · Шарлотт Калла                    | Норвегия · Кристин Мюрер Стемланд · Терезе Йохёуг · Бетти Анн Бьеркрейм Нильсен · Кристин Штейра |
| 13.12.2008                                                              | Давос                                                            | 10 км классическим стилем                                        | Вирпи Куйтунен                                                                         | Айно-Кайса Сааринен                                                                    | Марит Бьерген                                                                                    |
| 14.12.2008                                                              | Давос                                                            | Спринт свободным стилем                                          | Петра Майдич                                                                           | Селин Брюн-Ли                                                                          | Марит Бьерген                                                                                    |
| 20.12.2008                                                              | Дюссельдорф                                                      | Спринт свободным стилем                                          | Петра Майдич                                                                           | Наталья Матвеева                                                                       | Майкен Касперсен Фалла                                                                           |
| 21.12.2008                                                              | Дюссельдорф                                                      | Командный спринт свободным стилем                                | Россия · Наталья Коростелева · Наталья Матвеева                                        | Норвегия I · Селин Брюн-Ли · Майкен Касперсен Фалла                                    | Германия I · Клаудия Нюстад · Штефани Бёлер                                                      |
| Тур де Ски                                                              |                                                                  |                                                                  |                                                                                        |                                                                                        |                                                                                                  |
| 27.12.2008                                                              | Оберхоф                                                          | 2,5 км свободным стилем пролог                                   | Клаудия Нюстад                                                                         | Арианна Фоллис                                                                         | Петра Майдич Юстина Ковальчик                                                                    |
| 28.12.2008                                                              | Оберхоф                                                          | 10 км классикой преследование                                    | Вирпи Куйтунен                                                                         | Марит Бьерген                                                                          | Юстина Ковальчик                                                                                 |
| 29.12.2008                                                              | Прага                                                            | Спринт свободным стилем                                          | Арианна Фоллис                                                                         | Айно-Кайса Сааринен                                                                    | Петра Майдич                                                                                     |
| 31.12.2008                                                              | Нове Место                                                       | 10 км классическим стилем                                        | Вирпи Куйтунен                                                                         | Айно-Кайса Сааринен                                                                    | Марит Бьерген                                                                                    |
| 1.1.2009                                                                | Нове Место                                                       | Спринт свободным стилем                                          | Арианна Фоллис                                                                         | Петра Майдич                                                                           | Айно-Кайса Сааринен                                                                              |
| 3.1.2009                                                                | Валь-ди-Фьемме                                                   | 10 км классикой масс-старт                                       | Вирпи Куйтунен                                                                         | Петра Майдич                                                                           | Айно-Кайса Сааринен                                                                              |
| 4.1.2009                                                                | Валь-ди-Фьемме                                                   | 9 км свободным стилем Финальная гора                             | Терезе Йохёуг                                                                          | Кристин Штейра                                                                         | Валентина Шевченко                                                                               |
| Итоговое положение Тур де Ски (Очки Кубка мира х 4)                     | Итоговое положение Тур де Ски (Очки Кубка мира х 4)              | Итоговое положение Тур де Ски (Очки Кубка мира х 4)              | Вирпи Куйтунен                                                                         | Айно-Кайса Сааринен                                                                    | Петра Майдич                                                                                     |
| 16.1.2009                                                               | Ванкувер                                                         | Спринт классическим стилем                                       | Алена Прохазкова                                                                       | Юстина Ковальчик                                                                       | Анна Ульссон                                                                                     |
| 17.1.2009                                                               | Ванкувер                                                         | Дуатлон                                                          | Юстина Ковальчик                                                                       | Марианна Лонга                                                                         | Арианна Фоллис                                                                                   |
| 18.1.2009                                                               | Ванкувер                                                         | Командный спринт свободным стилем                                | Италия I · Магда Дженуин · Арианна Фоллис                                              | Германия · Николь Фессель · Штефани Бёлер                                              | Швеция I · Лина Андерссон · Анна Ульссон                                                         |
| 24.1.2009                                                               | Отепя                                                            | 10 км классикой                                                  | Юстина Ковальчик                                                                       | Айно-Кайса Сааринен                                                                    | Вирпи Куйтунен                                                                                   |
| 25.1.2009                                                               | Отепя                                                            | Спринт классикой                                                 | Петра Майдич                                                                           | Айно-Кайса Сааринен                                                                    | Вирпи Куйтунен                                                                                   |
| 30.1.2009                                                               | Рыбинск                                                          | 10 км масс-старт свободным стилем                                | Марианна Лонга                                                                         | Арианна Фоллис                                                                         | Штефани Бёлер                                                                                    |
| 31.1.2009                                                               | Рыбинск                                                          | Спринт свободным стилем                                          | Пирьё Муранен                                                                          | Арианна Фоллис                                                                         | Магда Дженуин                                                                                    |
| 1.2.2009                                                                | Рыбинск                                                          | Дуатлон                                                          | Старт отменён                                                                          | Старт отменён                                                                          | Старт отменён                                                                                    |
| 13.2.2009                                                               | Валь ди Дентро                                                   | Спринт свободным стилем                                          | Петра Майдич                                                                           | Пирьё Муранен                                                                          | Магда Дженуин                                                                                    |
| 14.2.2009                                                               | Валь ди Дентро                                                   | 15 км классикой                                                  | Юстина Ковальчик                                                                       | Марианна Лонга                                                                         | Петра Майдич                                                                                     |
| С 19.2 по 1.3 2009 Чемпионат мира по лыжным видам спорта 2009 в Либерец |                                                                  |                                                                  |                                                                                        |                                                                                        |                                                                                                  |
| 7.3.2009                                                                | Лахти                                                            | Спринт свободным стилем                                          | Петра Майдич                                                                           | Арианна Фоллис                                                                         | Пирьё Муранен                                                                                    |
| 8.3.2009                                                                | Лахти                                                            | 10 км свободным стилем                                           | Юстина Ковальчик                                                                       | Шарлотт Калла                                                                          | Марта Кристофферсен                                                                              |
| 12.3.2009                                                               | Тронхейм                                                         | Спринт классикой                                                 | Петра Майдич                                                                           | Алена Прохазкова                                                                       | Юстина Ковальчик                                                                                 |
| 14.3.2009                                                               | Тронхейм                                                         | 30 км классикой масс-старт                                       | Петра Майдич                                                                           | Юстина Ковальчик                                                                       | Масако Исида                                                                                     |
| Финал Кубка мира                                                        |                                                                  |                                                                  |                                                                                        |                                                                                        |                                                                                                  |
| 18.3.2009                                                               | Стокгольм                                                        | 1,1 км спринт классикой                                          | Петра Майдич                                                                           | Айно-Кайса Сааринен                                                                    | Анна Ульссон                                                                                     |
| 20.3.2009                                                               | Фалун                                                            | 2,5 км пролог свободным стилем                                   | Клаудия Нюстад                                                                         | Шарлотт Калла                                                                          | Юстина Ковальчик                                                                                 |
| 21.3.2009                                                               | Фалун                                                            | 10 км дуатлон                                                    | Рийта-Лийса Ропонен                                                                    | Терезе Йохёуг                                                                          | Юстина Ковальчик                                                                                 |
| 22.3.2009                                                               | Фалун                                                            | 10 км свободным стилем преследование                             | Кристин Штейра                                                                         | Терезе Йохёуг                                                                          | Марта Кристофферсен                                                                              |
| Итоговое положение Финала Кубка мира (Удвоенные очки Кубка мира)        | Итоговое положение Финала Кубка мира (Удвоенные очки Кубка мира) | Итоговое положение Финала Кубка мира (Удвоенные очки Кубка мира) | Юстина Ковальчик                                                                       | Терезе Йохёуг                                                                          | Шарлотт Калла                                                                                    |

### Итоговое положение
Показана первая десятка
| 1.  | Юстина Ковальчик    | 1810 |
| 2.  | Петра Майдич        | 1730 |
| 3.  | Айно-Кайса Сааринен | 1485 |
| 4.  | Арианна Фоллис      | 1127 |
| 5.  | Вирпи Куйтунен      | 1124 |
| 6.  | Пирьё Муранен       | 999  |
| 7.  | Марианна Лонга      | 991  |
| 8.  | Кристин Штейра      | 771  |
| 9.  | Терезе Йохёуг       | 725  |
| 10. | Марит Бьерген       | 714  |

| 1.  | Юстина Ковальчик    | 1004 |
| 2.  | Айно-Кайса Сааринен | 706  |
| 3.  | Марианна Лонга      | 662  |
| 4.  | Кристин Штейра      | 590  |
| 5.  | Петра Майдич        | 551  |
| 6.  | Вирпи Куйтунен      | 525  |
| 7.  | Терезе Йохёуг       | 507  |
| 8.  | Арианна Фоллис      | 490  |
| 9.  | Марит Бьерген       | 435  |
| 10. | Валентина Шевченко  | 418  |

| 1.  | Петра Майдич        | 875 |
| 2.  | Арианна Фоллис      | 469 |
| 3.  | Пирьё Муранен       | 561 |
| 4.  | Айно-Кайса Сааринен | 407 |
| 5.  | Юстина Ковальчик    | 406 |
| 6.  | Алена Прохазкова    | 353 |
| 7.  | Магда Дженуин       | 319 |
| 8.  | Наталья Матвеева    | 283 |
| 9.  | Анна Ульссон        | 256 |
| 10. | Селин Брюн-Ли       | 203 |